# Henri Lacaille
Henri Lacaille, francoski general, * 1895, † 1978.